# Tiago Filipe Figueiras Gomes
Tiago Filipe Figueiras Gomes (Vila Franca de Xira, 18 de Agosto de 1985) é um futebolista português, que joga habitualmente como médio.
Durante a época 2008/2009 actuou no Steaua Bucureşti, por empréstimo do Clube de Futebol Estrela da Amadora, tendo no final da época assinado pelo Hércules, do campeonato espanhol.

## Títulos
Estoril Praia
- Liga de Honra: 2002-03